# Hugo León Ferrer
Hugo Jesús León Ferrer (Quibdó, Chocó, 10 de diciembre de 1956) es un productor colombiano, conocido por su asociación con Caracol Televisión, Telemundo y R.T.I. Colombia. También es exvicepresidente de R.T.I. Producciones.

## Filmografía

### Productor ejecutivo - R.T.I. Producciones
- La esquina del diablo (2015) .... Televisa y Univisión
- El chivo (2014) .... Televisa y Univisión
- ¿Quién mató a Patricia Soler? (2014) .... MundoFox y RCN Televisión
- La viuda negra (2014) .... Univisión, Televisa y Caracol Televisión
- La virgen de la calle (2013-2014) .... Televisa y RCTV Internacional
- La Madame (2013) .... Televisa y Univisión
- Tres Caínes (2013) .... RCN Televisión
- Las Bandidas (2013) .... Televisa, Televen y RCTV Internacional
- ¿Quién eres tú? (2012-2013) .... Televisa y Univisión

### Productor ejecutivo - R.T.I. Producciones para Telemundo
- Flor salvaje (2011-2012)
- La reina del sur (2011)
- Los herederos del Monte (2011)

### Productor ejecutivo - R.T.I. Colombia para Telemundo
- Ojo por ojo (2010-2011)
- La diosa coronada (2010)
- El clon (2010)
- Bella calamidades (2009-2010)
- Victorinos (2009-2010)
- Niños ricos, pobres padres (2009)
- Doña Bárbara (2008-2009)
- Sin senos no hay paraíso (2008-2009)
- La traición (2008)
- Victoria (2007-2008)
- Madre luna (2007)
- Sin vergüenza (2007)
- Zorro: la espada y la rosa (2007)
- Amores de mercado (2006)
- La tormenta (2005-2006)
- La mujer en el espejo (2004-2005)
- Te voy a enseñar a querer (2004-2005)

### Productor ejecutivo - R.T.I. Colombia para Telemundo y Caracol Televisión
- Pasión de gavilanes (2003-2004)
- La venganza (2002-2003)
- Mi pequeña mamá (2002)
- Luzbel está de visita (Adrián está de visita) (2001)
- Amantes del desierto (2001)

### Productor ejecutivo - R.T.I. Colombia para Caracol Televisión
- Rauzán (2000)
- La caponera (1999-2000)

### Productor ejecutivo - R.T.I. Colombia para Canal A
- Divorciada (1999)
- La sombra del arco iris (1998)
- Yo amo a Paquita Gallego (1997-1999)

### Productor ejecutivo - R.T.I. Colombia para Canal Uno
- La mujer en el espejo (1997-1998)
- Dos mujeres (1997)
- La viuda de Blanco (1996-1997)
- María Bonita (1995)
- Las aguas mansas (1994-1995)
- Dulce ave negra (1993-1994)
- En cuerpo ajeno (1992-1993)